# Estação USP Leste
A Estação USP Leste é uma estação ferroviária pertencente à Linha 12–Safira da CPTM, localizada no distrito de Ermelino Matarazzo, na zona leste do município de São Paulo.

## História
A estação USP Leste foi construída para atender o novo campus da Universidade de São Paulo, localizado a norte da estação, no distrito do Cangaíba, na Zona Leste de São Paulo.

## Tabela
| Sigla | Estação   | Inauguração           | Integração               | Plataformas | Posição    | Notas                        |
| ----- | --------- | --------------------- | ------------------------ | ----------- | ---------- | ---------------------------- |
| USL   | USP Leste | 29 de janeiro de 2008 | Bilhete Único da SPTrans | Central     | Superfície | Estação construída pela CPTM |

## Obras de arte
- USP Leste (2011), do Projeto Azu. Painel composto por azulejos pintados, formando um mural de 3 × 8 metros.[6][7]
- Linha do tempo mostrando a história da Universidade de São Paulo e o contexto político-cultural de cada época.

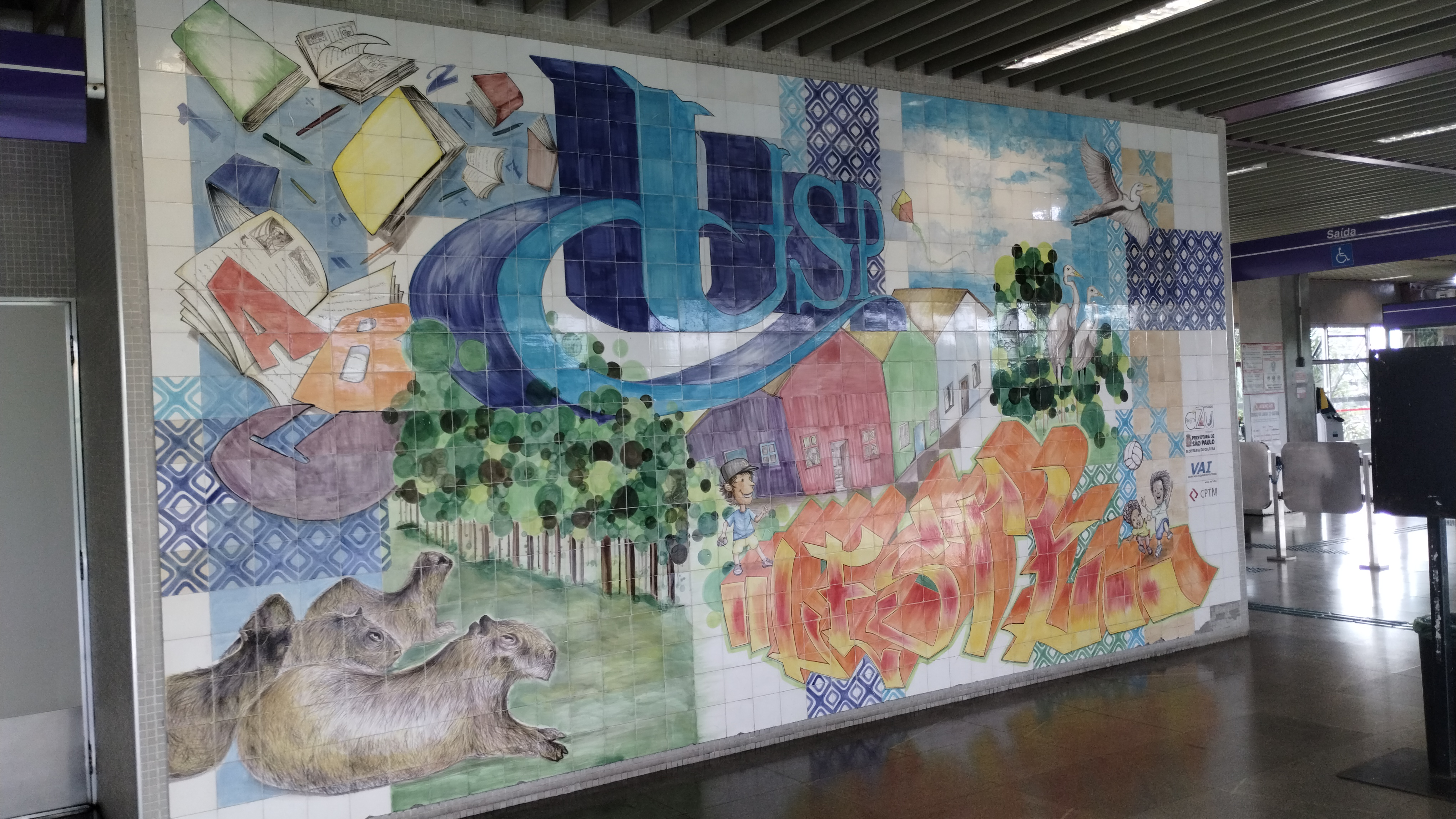
Mural artístico da estação.
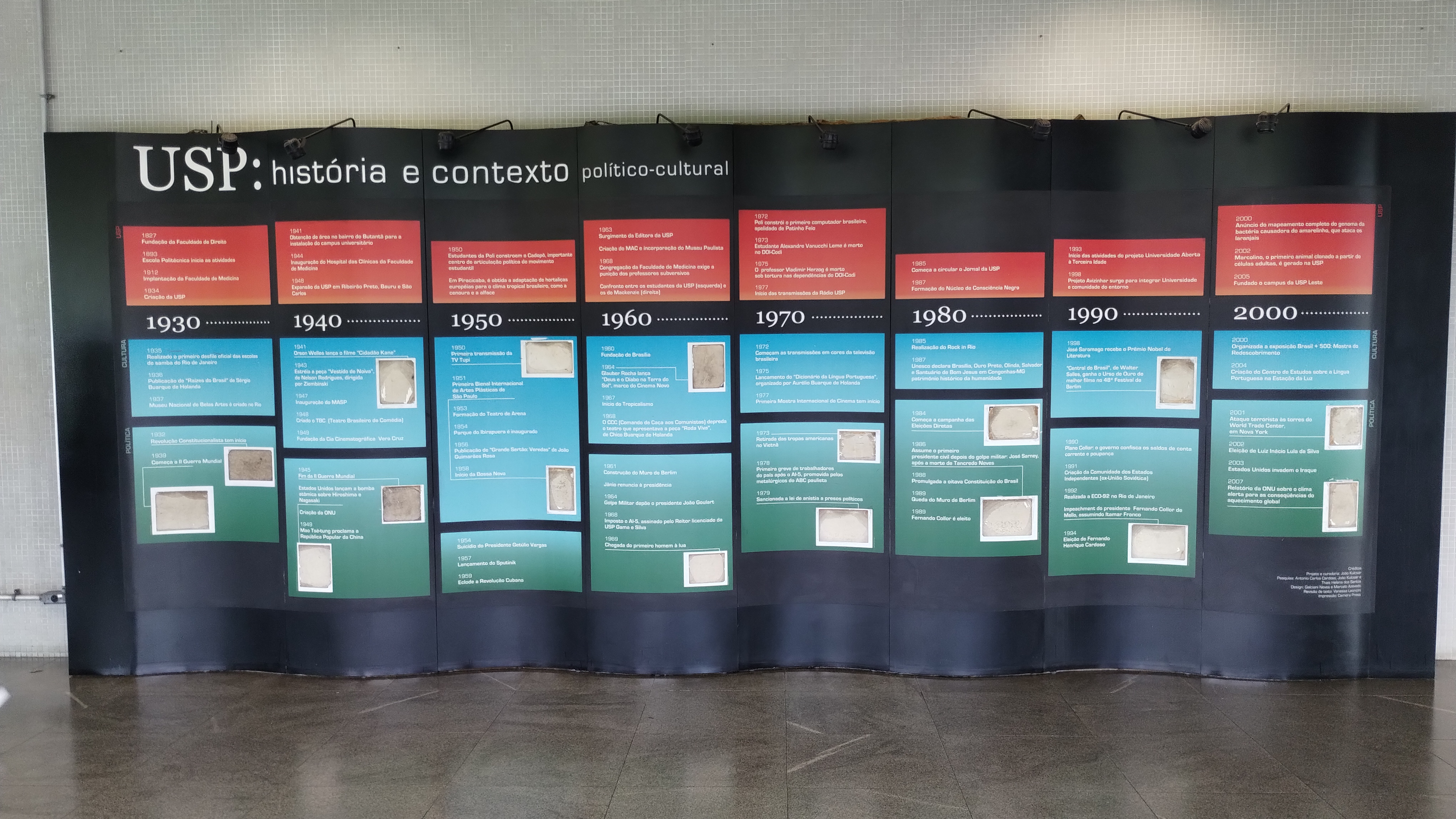
Mural contando a história da USP e o contexto histórico-cultural correspondente a cada época.